# Tre frecce
Le Tre Frecce (Dreipfeile nell'originario tedesco), oggi spesso note come cerchio antifascista (anche se il cerchio non era una caratteristica frequente del disegno iniziale), sono uno dei simboli antifascisti per eccellenza.
Simbolo inventato dal ricercatore Sergei Tschachotin e utilizzato dal 16 dicembre 1931 dal Fronte di Ferro, organizzazione paramilitare tedesca d'ispirazione socialdemocratica: il partito di provenienza era SPD.
Fronte di ferro fu l'organizzazione che cercò di unire in un unico fronte antinazista-anticomunista, militare e propagandistico, il Reichsbanner Schwarz-Rot-Gold, associazione di reduci della prima guerra mondiale nell'area socialdemocratica con due milioni d'iscritti: ufficialmente era aperta anche a centristi e liberali ma questi non ne composero più del 10%.

Le tre frecce. Qui un esempio di una delle versioni originarie usate dal Fronte di Ferro. L'inserimento delle frecce all'interno di un cerchio non era affatto obbligatorio o frequente. In media le tre frecce campeggiavano da sole semplicemente su bandiere o sfondi a tinta unita o come installazioni tridimensionali ma non per forza cerchiate.

Reichsbanner Schwarz-Rot-Gold significa "Vessillo della Nazione nero-rosso-oro" ispirato alla bandiera della rivoluzione democratica prussiana del 1848 contrapposto ai colori della reazione, nero-bianco-rosso, adottato dai nazionalisti.

## Origini
Il logo delle tre frecce fu disegnato e progettato (su richiesta di Karl Höltermann, presidente del Reichsbanner che voleva accentuare il carattere militare di quest'ultimo vista la rapida ascesa dei nazisti) dal ricercatore Sergei Tschachotin (primo assistente del fisiologo Ivan Petrovič Pavlov) dopo un suo vastissimo studio di matrice scientifica, storica, psicologica e sociologica che alcuni anni dopo venne sintetizzato nel volume "Lo stupro delle masse. La psicologia della propaganda politica totalitaria" comparso in Francia nel 1939 e quasi subito censurato dal ministero degli affari esteri francese.

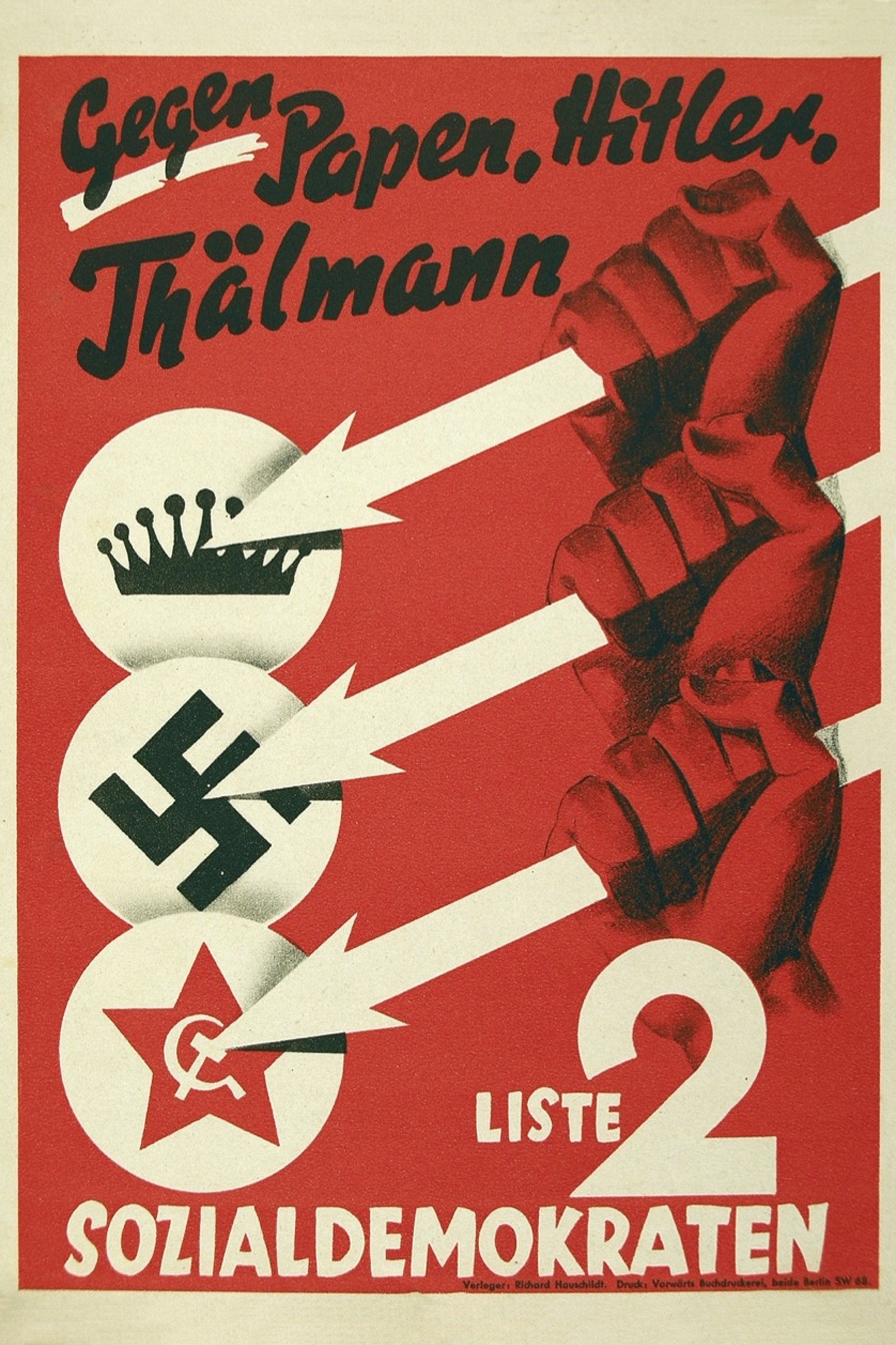
Manifesto socialdemocratico per le elezioni del novembre 1932 in cui è ripreso il simbolo delle tre frecce, che colpiscono i simboli del governo dei baroni, del nazismo e del comunismo. Lo slogan recita: «Contro Papen, Hitler, Thälmann».

Questo studio aveva portato il ricercatore biologo a ipotizzare la forza sintetica e proattiva dello stesso logo/simbolo sulle masse soggiogate dalla propaganza nazista. Secondo le intenzioni dell'ideatore e di chi in quegli anni lo adottò come simbolo anche di battaglia, il simbolo mostrava la volontà di schiacciare le forze che minacciavano la Repubblica, in specie il nazismo, in quanto le 3 frecce coprivano in modo metaforicamente chiaro il simbolo del Nazismo, la Svastica che era apostrofata in modo dispregiativo dai giovani aderenti delle Schufos (Schutzformationen, formazioni d'élite di difesa del Reichsbanner che di questo costituivano circa il 10%) "simbolo omosessuale indiano".
Differenti sono invece le interpretazioni delle frecce. Nei manifesti di propaganda elettorale del Fronte di ferro, le tre frecce colpivano i simboli dei tre nemici della socialdemocrazia: comunismo, nazismo e conservatorismo. Altri invece hanno ipotizzato che ogni freccia rappresenti una delle colonne portanti del movimento operaio tedesco: il partito, il sindacato e il Reichsbanner, che simboleggiavano rispettivamente il potere politico, il potere economico e la forza armata del Fronte di ferro.
Riguardo alla formazione del Fronte di ferro, il presidente del Reichsbanner Karl Höltermann, commentò: "L'anno 1932 sarà il nostro anno, l'anno della vittoria della Repubblica contro i suoi oppositori. Non un giorno o un'ora in più intendiamo restare sulla difensiva - noi attacchiamo! Attacchiamo su tutta la linea! Noi dobbiamo esser parte dell'offensiva generale. Oggi chiamiamo -domani colpiamo!"

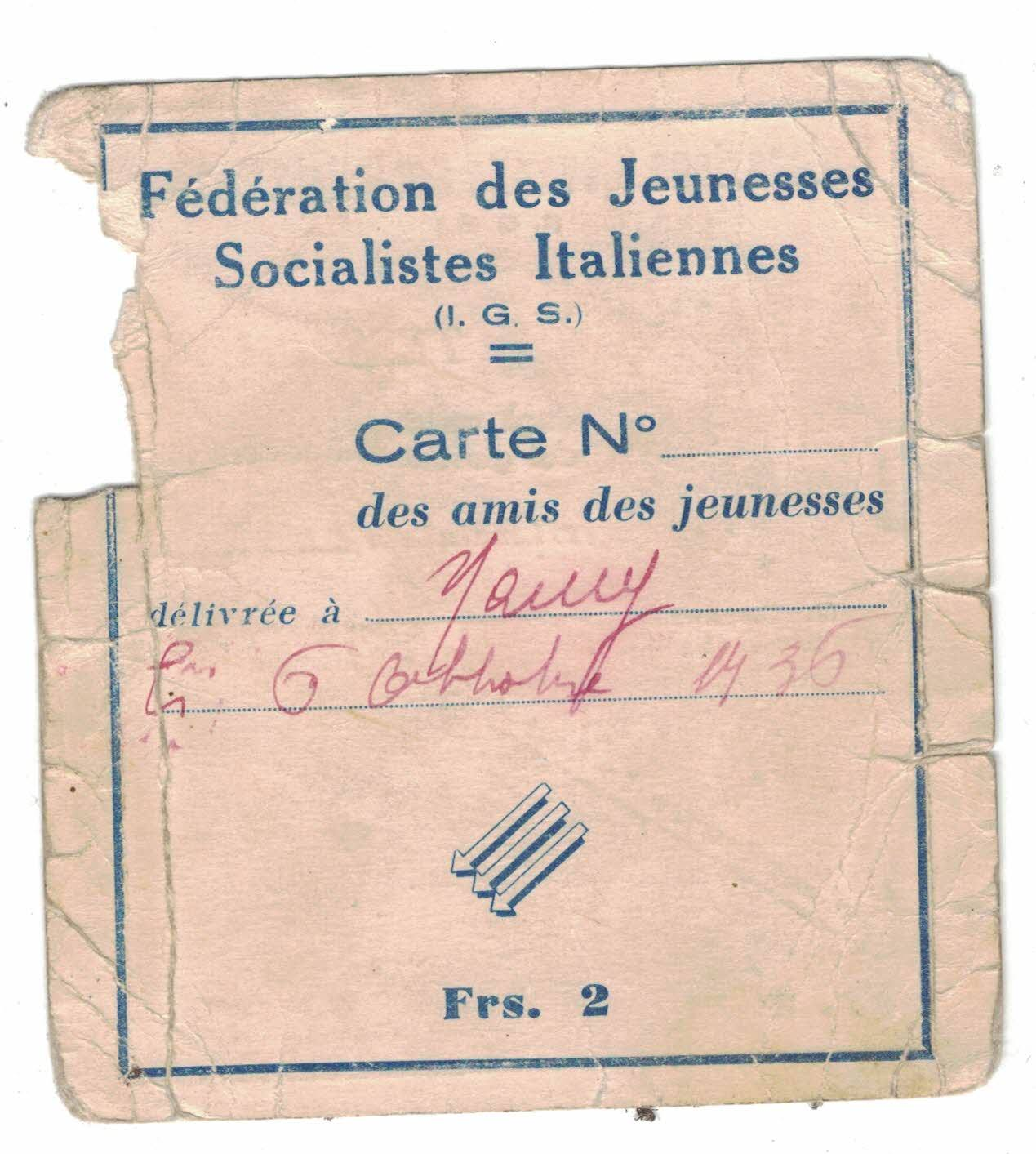
Tessera della Federazione Giovanile Socialista Italiana del 1936 (fronte)

Le tre frecce furono utilizzate negli anni 1930 anche dal Partito Socialdemocratico Austriaco, dalla Sezione Francese dell'Internazionale Operaia (SFIO), dai socialisti belgi e dai reparti della milizia repubblicana nella guerra civile spagnola.

## Usi odierni: un uso diverso dall'originale socialdemocratico
In tempi recenti all'interno delle democrazie occidentali, dove i fascismi non assumono in genere forme palesemente militari, questo simbolo ha teso a diffondersi in un'accezione differente e a essere appropriato da parte di gruppi a vocazione strettamente anticapitalista rispetto all'originale socialdemocratico.
Inoltre:
ai tempi del Fronte di Ferro sotto tale simbolo si riunirono in chiave antinazista in un assetto anche discretamente militare:
- componenti non tutti per forza radicali;
- numerosissimi ex militari o membri dell'esercito.

mentre oggi il simbolo è utilizzato da formazioni che:
- puntano a un'organizzazione talvolta anche con forma mentis disciplinata[5][6] ma che si possono considerare molto più spontanee rispetto alla formazione storica originale;
- sono prevalentemente giovanili;
- fanno parte di un antagonismo anti-istituzionale "di strada", mentre il Fronte di Ferro era un'iniziativa radicale ma rispondeva al rovesciamento di potere istituzionale operato dai nazisti.

Rispetto all'originale socialdemocratico le tre frecce oggi si ritrovano molto più spesso contornate da un cerchio, un po' come si trovano cerchiati simboli diversi ma pur sempre antifascisti come quello:
- dell'ARA (Anti Racist Action), gruppi sostanzialmente statunitensi e nordamericani;
- dell'AFA ("Antifa"); questo simbolo in particolare anche se la vulgata mediatica l'associa a fenomeni quasi solo giovanilistici recenti degli ultimi decenni, è un simbolo storico che risulta cerchiato già in manifesti e foto del 1932 in Germania.[7]

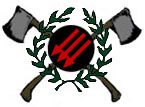
Un esempio di come il simbolo del Network RASH riattualizzi le tre frecce nel Cerchio antifascista.

Di fatto alcuni gruppi usano le tre frecce quasi indistintamente da tali simboli o addirittura li usano associati rendendo così nell'immaginario collettivo sovrapponibili simboli, metodiche e obiettivi che originariamente avevano diversa vocazione ideologica e appartenenza.
I colori delle tre frecce sono oggi spesso un po' diversi (maggiore presenza del rosso).
In Europa adottato da formazioni spesso skinhead fu ripreso inizialmente da alcuni ex elementi dei Red Warriors e poi successivamente dal Network RASH. Questi ultimi - che fanno dell'antifascismo, dell'anticapitalismo e della lotta di classe i loro principali obiettivi - hanno proposto nel loro simbolo una riattualizzazione cerchiata delle tre frecce. Per loro il significato delle tre frecce va ricercato nei principi che muovono il loro impegno politico e la loro militanza antifascista: la libertà, l'uguaglianza e la solidarietà. 
Per far comprendere alcune distanze certe tra l'uso frequente odierno delle tre frecce specie in chiave Rash (che contiene formazioni comuniste ed anarchiche) e quello degli anni '30 nelle intenzioni originarie di Tschachotin e del Reichsbanner basti pensare che:
- il biologo attivista pur essendo antizarista in Russia e inizialmente un menscevico, criticava alle fondamenta la dottrina marxista;
- Tschachotin in Germania si inserì nel solco "capitalistico" della socialdemocrazia tedesca;
- Tschachotin classificava l'anarchismo tra le eccentricità politiche reputandolo di fatto un fenomeno che esulava dalla normalità; sociopolitica gestibile dalle collettività in tempi di pace;[9]
- lo scrittore Fred Uhlman scriveva: "La resistenza dei socialdemocratici contro il nazismo fu tanto più difficile perché dovevamo lottare su due fronti. I comunisti, ciechi e stupidi come in tante altre occasioni, e probabilmente in ossequio a una qualche direttiva proveniente da Mosca, avevano deciso che il principale nemico non erano i nazisti ma i Sozialfaschisten. Mentre le loro truppe d'assalto paramilitari aggredivano il nostro Reichsbanner, essi cercavano di impadronirsi non soltanto dei sindacati ma perfino delle associazioni musicali, dei club sportivi, ecc... usando tutti i trucchi, anche i più sleali".[2]

Dal 2013 il simbolo delle Tre Frecce è stato adottato dalla Federazione dei Giovani Socialisti italiana, venendo incorporato in versione stilizzata nel simbolo insieme al Sole dell'Avvenire.